# Edaganasalai
Edaganasalai è una suddivisione dell'India, classificata come town panchayat, di 29.593 abitanti, situata nel distretto di Salem, nello stato federato del Tamil Nadu. In base al numero di abitanti la città rientra nella classe III (da 20.000 a 49.999 persone).

## Geografia fisica
La città è situata a 11° 38' 54 N e 77° 59' 52 E.

## Società

### Evoluzione demografica
Al censimento del 2001 la popolazione di Edaganasalai assommava a 29.593 persone, delle quali 15.902 maschi e 13.691 femmine. I bambini di età inferiore o uguale ai sei anni assommavano a 3.656, dei quali 2.042 maschi e 1.614 femmine. Infine, coloro che erano in grado di saper almeno leggere e scrivere erano 14.763, dei quali 9.369 maschi e 5.394 femmine.